# Чишма-Баш
Чишма́-Баш (рос. Чишма-Баш) — селище у складі Бугурусланського району Оренбурзької області, Росія.
Стара назва — Чишмабаш.

## Населення
Населення — 127 осіб (2010; 191 у 2002).
Національний склад (станом на 2002 рік):
- татари — 98 %